# Moleculaire zeef
Een moleculaire zeef is een vast materiaal met uniforme (verdeling van) poriën of met een vastgelegde opening dat wordt gebruikt als adsorbent voor gassen en vloeistoffen. De typische structuur laat toe dat kleine moleculen zoals stikstof of water in de poriën kunnen diffunderen en op het materiaal kunnen worden geadsorbeerd. Door gebruik te maken van moleculaire zeven met verschillende porie-grootte, kunnen specifieke componenten worden geadsorbeerd. 
Tevens hebben moleculaire zeven door deze structuur een zeer groot specifiek oppervlak, dat kan variëren van 600 to 1250 m²/g en waaraan zij hun grote adsorptiecapaciteit te danken hebben. Zo kan een moleculaire zeef bijvoorbeeld tot 22% van zijn eigen gewicht aan water opnemen of adsorberen. Op dit punt zal het adsorbent dan volledig verzadigd zijn met water en geen verdere adsorptiecapaciteit meer bezitten.
Voor sommige moleculaire zeven kan de adsorptiecapaciteit na verzadiging worden hersteld door regeneratie door middel van een verandering van de druk of temperatuur, of via een combinatie van beide, zoals in toepassingen zoals drukwisseladsorptie enerzijds en temperatuurwisseladsorptie anderzijds.

## Voorbeelden
Enkele van de vele materialen die als moleculaire zeef worden gebruikt, zijn:
- Actieve kool
- Kalksteen
- Silicagel
- Zeolieten

## Toepassingsgebieden
- Verwijderen van water
- Verwijderen van zure gassen zoals CO2 (koolstofdioxide), H2S (waterstofsulfide)
- Verwijderen van thiolen (mercaptanen)
- Verwijderen van koolwaterstoffen zoals benzeen, tolueen en xyleen